# Enrique Jordá
Enrique Jordá (San Sebastián, 24 marzo 1911 – Bruxelles, 18 marzo 1996) è stato un direttore d'orchestra spagnolo naturalizzato statunitense.

## Biografia
Dopo aver diretto a Madrid, Città del Capo e Anversa, divenne direttore musicale della San Francisco Symphony Orchestra dal 1954 al 1963. Realizzò diverse incisioni stereofoniche a San Francisco per la RCA Victor fra il 1957 ed il 1958. Durante il tour europeo del 1973, gli strumentisti si reincontrarono con Jordá per l'ultima volta. Egli è stato autore di un libro in lingua spagnola sulla direzione d'orchestra (El director de orquesta ante la partitura). Jordá morì a Bruxelles a seguito di una trasfusione di sangue.